# Distrikt Calapuja
Der Distrikt Calapuja liegt in der Provinz Lampa in der Region Puno im Süden Perus. Der Distrikt wurde am 2. Mai 1854 gegründet. Er besitzt eine Fläche von 138 km². Beim Zensus 2017 wurden 1690 Einwohner gezählt. Im Jahr 1993 lag die Einwohnerzahl bei 1404, im Jahr 2007 bei 1494. Sitz der Distriktverwaltung ist die 3843 m hoch gelegene Ortschaft Calapuja mit 506 Einwohnern (Stand 2017). Calapuja befindet sich 16,5 km ostnordöstlich der Provinzhauptstadt Lampa.

## Geographische Lage
Der Distrikt Calapuja liegt im Andenhochland im Osten der Provinz Lampa. Der Distrikt liegt in der ariden wüstenhaften Ebene nordwestlich des Titicacasees. Der Río Pucará durchquert den Distrikt in südöstlicher, später in östlicher Richtung und mündet im Osten des Distrikts in den Río Ramis (auch Río Azángaro). Beiderseits des Flusslaufs erheben sich niedrige Höhenrücken.
Der Distrikt Calapuja grenzt im Westen an den Distrikt Lampa, im Norden an den Distrikt Nicasio, im Nordosten und im Osten an die Distrikte Achaya und Caminaca (beide in der Provinz Azángaro) sowie im Südosten und im Süden an die Distrikte San Miguel und Juliaca (beide in der Provinz San Román).

## Ortschaften
Im Distrikt gibt es neben dem Hauptort folgende größere Ortschaften:
- Estrella
- Kaquingora